# 1 voor allen
1 voor allen is het derde en tevens laatste album van Guus Meeuwis & Vagant. 
De eerste single Ze houdt gewoon van mij verschijnt al in 1999, maar is geen Top 40-materiaal en blijft steken in de Tipparade. Toch ontvangt Meeuwis voor de single een Gouden Vedel van De Nederlandse Vereniging van Dansleraren, omdat het nummer het meest gedraaid is in de dansscholen. Enkele maanden later volgt de single Je hoeft niet veel van me te houden, maar ook deze single flopt. Het album laat wat langer op zich wachten. Doordat artsen bij Guus een cyste op de stembanden ontdekken, worden de opnames van het album met ruim een half jaar vertraagd. Eind 2000, ongeveer een jaar na het verschijnen van de laatste single, komt de band met een nieuw nummer, Denk nou eens na. Ook deze single weet geen plekje in de Top 40 te veroveren. In maart van 2001 is het zo ver, na veel vertraging verschijnt het derde album van de band. Op verzoek van de fans worden nog de singles Op straat (Guus' vertaling van Ralph McTells hit Streets Of London uit 1972) en Haven in zicht uitgebracht, maar geen van beide singles haalt de Top 40. Het album wordt niet zo'n groot succes als zijn twee voorgangers en eind 2001 besluiten de mannen een punt te zetten achter Guus Meeuwis & Vagant. Guus gaat alleen verder met een nieuw management en een nieuwe platenmaatschappij.

## Tracklist
1. "Denk Nou Eens Na" (G. Meeuwis) – 3:25
2. "Je Hoeft Niet Veel Van Me Te Houden" (G. Meeuwis, J. Rozenboom) – 3:52
3. "Als De Wereld" (G. Meeuwis) – 3:11
4. "Op Straat" (G. Meeuwis) – 3:30
5. "Ze Houdt Gewoon Van Mij" (G. Meeuwis) – 4:00
6. "Als Wij Vandaag Eens Niets Doen" (G. Meeuwis, J. Rozenboom) – 3:21
7. "Oude Schoolplein" (G. Meeuwis) – 4:22
8. "1 Voor Allen" (G. Meeuwis, J. Rozenboom, A. Kraamer) – 3:59
9. "Haven In Zicht" (G. Meeuwis) – 3:21
10. "Dan Zal Ik Je Missen" (J. Batenburg, A. Kramer, R. van Beek) – 4:06
11. "Het Recept" (G. Meeuwis, J. Rozenboom) – 3:21
12. "Tijdloos" (G. Meeuwis, H. Kooreneef, A. Kraamer) – 3:43
13. "Neem Mijn Hand" (G.Meeuwis) - 3:49
14. "Boris"  (J. Rozenboom, R. van Beek, A. Kramer, G. Meeuwis) - 2:21
15. "Elke Nacht" duet met Babette van Veen  (J. Rozenboom, B. van Veen, G, Meeuwis) - 3:47